# Kamrieng
Kamrieng là một huyện (srok) của tỉnh Battambang, một tỉnh tây bắc Campuchia.

## Hành chính
Huyện này được chia ra thành 6 xã (khum).
| Khum (xã)   | Phum (Làng) |
| ----------- | --- |
| Kamrieng    | Kamrieng, Svay Veaeng, Svay Sa, Sralau Tong, Ouchrey, Rokabos, Lakhokpi, Bangorchang                                            |
| Boeng Reang | Doung, Ou Da Leu, Ou Krouch, Boeng Reang, Svay Thum, Prahpout, Svay                                                             |
| Ou Da       | Kandal, Svay Chrum, Ou KoKir, Ou Da, Thmei, Lamphat, Manaskal, Tangyou, Samroung, Kampanglay                                    |
| Trang       | Trang, Kandal, Svay Prey, Thmei, Lvea Te, Ta Saen, Ou Koki, Ourchambak, Phnommoyrouy                                            |
| Ta Saen     | Dei Kraham, Ou Chamlang, Ou Anlok, Ou Toek Thla                                                                                 |
| Ta Krai     | Sam Sip, Kampong Chamlong Loeu, Kam Prang, Toul Til, Ta Krai, Dam Naksala, Sras Toeuk Thmey, Sras Kampot, Kampong Chamlong Krom |